# Лінгенфельд
Лінгенфельд (нім. Lingenfeld) — громада в Німеччині, розташована в землі Рейнланд-Пфальц. Входить до складу району Гермерсгайм. Центр об'єднання громад Лінгенфельд.
Площа — 15,33 км2. Населення становить 5802 ос. (станом на 31 грудня 2020).

## Географія
Лінгенфельд розташований у долині Верхнього Рейну на півдні німецького виноробного регіону Пфальц у федеральній землі Рейнланд-Пфальц. На сході від села протікає річка Рейн, а на заході - Німецький винний шлях. Сусідніми містами є Ремерберг (Пфальц) на півночі, Швегенхайм і Вестхайм (Пфальц) на заході, Гермерсхайм на півдні та кордон з Баден-Вюртембергом, що проходить через порізаний меандр Рейну на сході.
У минулі століття стара течія Рейну призвела до втрати близько 250 гектарів землі через підмив берегів.
Лінгенфельд лежить на 104 метри вище, ніж інші населені пункти, розташовані поблизу Рейну, тому небезпека затоплення майже повністю виключена.

## Історія
Назва Лінгенфельд, ймовірно, походить від поселення «на довгому полі». Вперше вона згадується в документі від 1163 року як «Ленгенвельд».

## Галерея

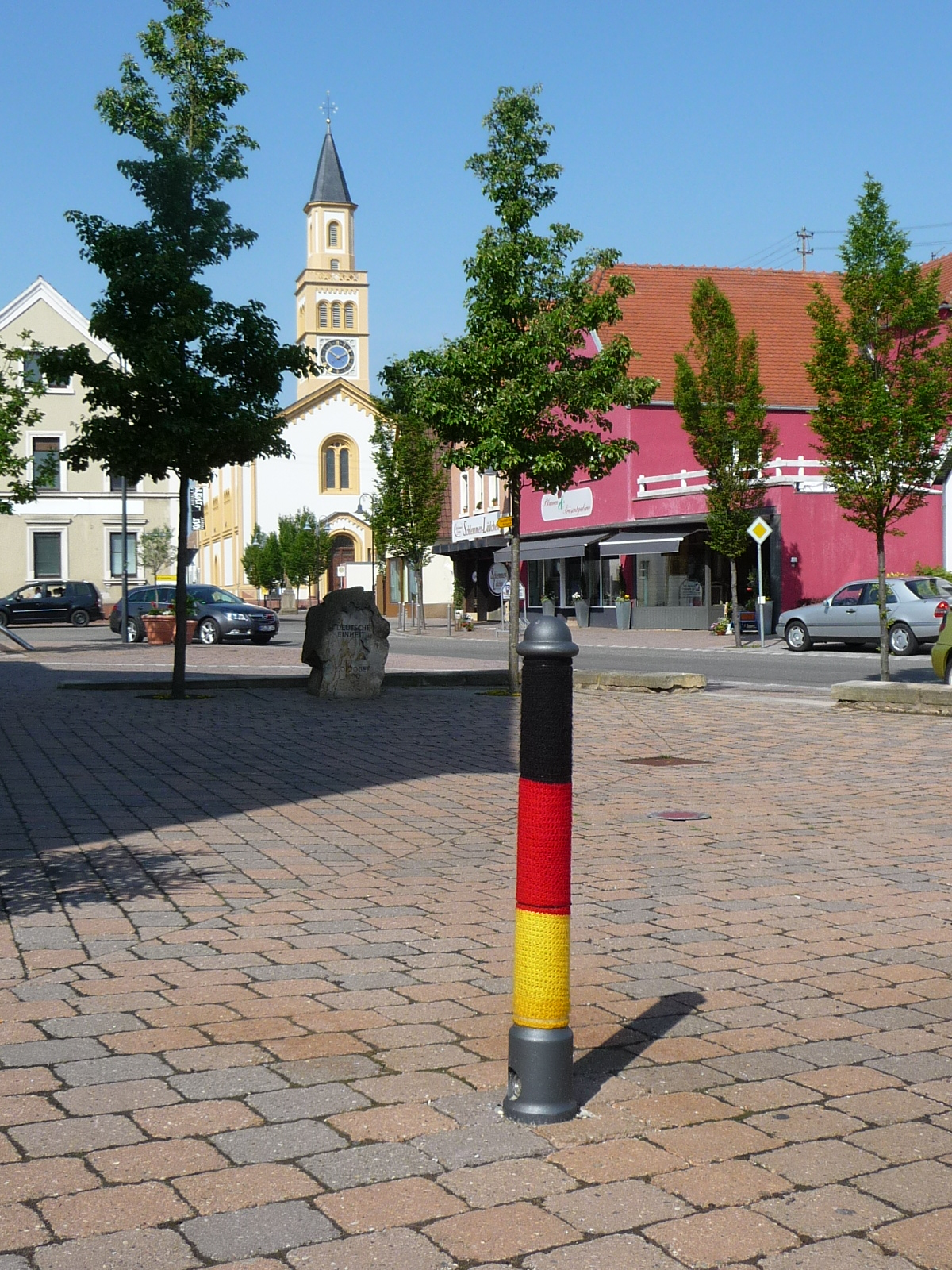